# العلاقات السريلانكية الماليزية
العلاقات السريلانكية الماليزية هي العلاقات الثنائية التي تجمع بين سريلانكا وماليزيا.

## مقارنة بين البلدين
هذه مقارنة عامة ومرجعية للدولتين:
| وجه المقارنة                                              | سريلانكا                         | ماليزيا       |
| --------------------------------------------------------- | -------------------------------- | ------------- |
| المساحة (كم2)                                             | 65.61 ألف                        | 330.29 ألف    |
| عدد السكان (نسمة)                                         | 21.44 مليون                      | 31.62 مليون   |
| الكثافة السكانية (ن./كم²)                                 | 326.78                           | 95.73         |
| العاصمة                                                   | سري جاياواردنابورا كوتي، كولمبو  | كوالالمبور    |
| اللغة الرسمية                                             | اللغة السنهالية، اللغة التاميلية | لغة ماليزية   |
| العملة                                                    | روبية سريلانكي                   | رينغيت ماليزي |
| الناتج المحلي الإجمالي (بليون دولار)                      | 87.17 مليار                      | 314.50 مليار  |
| الناتج المحلي الإجمالي (تعادل القوة الشرائية) بليون دولار | 246.62 مليار                     | 817.43 مليار  |
| الناتج المحلي الإجمالي الاسمي للفرد دولار أمريكي          | 3.93 ألف                         | 9.77 ألف      |
| الناتج المحلي الإجمالي للفرد دولار أمريكي                 | 11.11 ألف                        | 25.64 ألف     |
| مؤشر التنمية البشرية                                      | 0.757                            | 0.779         |
| رمز المكالمات الدولي                                      | +94                              | +60           |
| رمز الإنترنت                                              | .lk،                             | .my           |
| المنطقة الزمنية                                           | ت ع م+05:30                      | ت ع م+08:00   |

## منظمات دولية مشتركة
يشترك البلدان في عضوية مجموعة من المنظمات الدولية، منها:
| علم المنظمة | اسم المنظمة                               | تاريخ انضمام سريلانكا | تاريخ انضمام ماليزيا |
| ----------- | ----------------------------------------- | --------------------- | -------------------- |
|             | بنك التنمية الآسيوي                       | 1966                  | 1966                 |
|             | وكالة ضمان الاستثمار متعدد الأطراف        | 27 مايو 1988          | 6 ديسمبر 1991        |
|             | الأمم المتحدة                             | 14 ديسمبر 1955        | 17 سبتمبر 1957       |
|             | دول الكومنولث                             | 1948                  | ?                    |
|             | منظمة حظر الأسلحة الكيميائية              | ?                     | ?                    |
|             | منظمة التجارة العالمية                    | ?                     | ?                    |
|             | منظمة الشرطة الجنائية الدولية             | ?                     | ?                    |
|             | مؤسسة التنمية الدولية                     | 27 يونيو 1961         | 24 سبتمبر 1960       |
|             | يونسكو                                    | 14 نوفمبر 1949        | 16 يونيو 1958        |
|             | الاتحاد البريدي العالمي                   | ?                     | ?                    |
|             | البنك الدولي للإنشاء والتعمير             | 29 أغسطس 1950         | 7 مارس 1958          |
|             | منتدى آسيان الإقليمي ‏                     | ?                     | ?                    |
|             | المنظمة الهيدروغرافية الدولية             | ?                     | ?                    |
|             | الاتحاد الدولي للاتصالات                  | 1897                  | 3 فبراير 1958        |
|             | مؤسسة التمويل الدولية                     | 20 يوليو 1956         | 20 مارس 1958         |
|             | المركز الدولي لتسوية المنازعات الاستشارية | 11 نوفمبر 1967        | 14 أكتوبر 1966       |

## أعلام
هذه قائمة لبعض الشخصيات التي تربطها علاقات بالبلدين:
- جاكلين فيرنانديز (ممثلة سريلانكية، 2 يونيو 1985 – )
- لويد فرناندو (كاتب ماليزي، 31 مايو 1926 – 28 فبراير 2008[21])
- نيشا أيوب (نسويّة ماليزية، 5 أبريل 1979 – )

## وصلات خارجية
- موقع وزارة الخارجية السريلانكية
- موقع وزارة الخارجية الماليزية